# (6720) Gifu
(6720) Gifu ist ein Asteroid des äußeren Hauptgürtels, der vom japanischen Astronomen Tsutomu Seki am 11. November 1990 am Geisei-Observatorium (IAU-Code 372) in der Präfektur Kōchi entdeckt wurde.
Der Himmelskörper wurde am 10. Juni 1998 nach der japanischen Großstadt Gifu in der gleichnamigen Präfektur benannt, deren Verwaltungssitz sie ist.